# Markovický potok
Markovický potok (někdy též Bělina) je pravostranný přítok Bylanky v okrese Chrudim v Pardubickém kraji. Délka toku činí 14,2 km. Plocha povodí měří 33,5 km².

## Průběh toku
Potok vyvěrá z rašelinného jezírka v lese nad Rtenínem v nadmořské výšce 520 m. 
Protéká Mladoňovicemi, Deblovem, teče údolím pod zříceninou hradu Rabštejn, obtéká vrch Dubinec a následně protéká Sobětuchy, kde napájí Pouchobradský rybník. Dále teče na sever přes Kozojedy do Markovic, kde napájí Markovický rybník, a po dalších dvou kilometrech se u Dřenic na místě bývalého Velkého Dřenického rybníka vlévá do Bylanky v nadmořské výšce 245 m.

### Přítoky
- Červený potok
- Skupický potok

## Vodní režim
Průměrný průtok činí 